# Enzo Maiorca
Enzo Maiorca, također i Majorca,  (Sirakuza, Sicilija, 21. lipnja 1931., Sirakuza,  13. studenog 2016.), bio je uspješan i poznat talijanski ronilac.
Bio je prvi ronilac koji je na natjecanjima zaronio ispod 50 metara. Maiorca je držao 13 svjetskih rekorda po "no limit" standardima između 1960. i 1974.
Film, Veliko plavetnilo (1988.),  redatelja Luca Bessona govori o odrastanju Enza Maiorce i njegovog suparnika Jacquesa Mayola i o rivalstvu između njih.

## Vanjske poveznice
- Ronilac – Enzo Majorca
- Službena stranica  Arhivirana inačica izvorne stranice od 7. studenoga 2016. (Wayback Machine)